# Маршалл (округ Дейн, Вісконсин)
Маршалл (англ. Marshall) — селище (англ. village) в США, в окрузі Дейн штату Вісконсин. Населення — 3787 осіб (2020).

## Географія
Маршалл розташований за координатами 43°10′16″ пн. ш. 89°3′39″ зх. д. / 43.17111° пн. ш. 89.06083° зх. д. (43.171052, -89.060795).  За даними Бюро перепису населення США в 2010 році селище мало площу 5,68 км², з яких 5,42 км² — суходіл та 0,26 км² — водойми.

## Демографія
Згідно з переписом 2010 року, у селищі мешкали 3862 особи в 1437 домогосподарствах у складі 1040 родин. Густота населення становила 679 осіб/км².  Було 1500 помешкань (264/км²).
Расовий склад населення:
| - 91,1 % — білих - 1,2 % — чорних або афроамериканців - 0,9 % — азіатів - 0,2 % — корінних американців - 4,9 % — осіб інших рас |

До двох чи більше рас належало 1,7 %. Частка іспаномовних становила 11,1 % від усіх жителів.
За віковим діапазоном населення розподілялося таким чином: 29,1 % — особи молодші 18 років, 60,5 % — особи у віці 18—64 років, 10,4 % — особи у віці 65 років та старші. Медіана віку мешканця становила 34,4 року. На 100 осіб жіночої статі у селищі припадало 104,1 чоловіків;  на 100 жінок у віці від 18 років та старших — 99,7 чоловіків також старших 18 років.
Середній дохід на одне домашнє господарство  становив 63 378 доларів США (медіана — 60 667), а середній дохід на одну сім'ю — 68 115 доларів (медіана — 68 845). Медіана доходів становила 40 357 доларів для чоловіків та 41 557 доларів для жінок. За межею бідності перебувало 22,4 % осіб, у тому числі 38,6 % дітей у віці до 18 років та 6,4 % осіб у віці 65 років та старших.
Цивільне працевлаштоване населення становило 1812 осіб. Основні галузі зайнятості: освіта, охорона здоров'я та соціальна допомога — 22,7 %, виробництво — 15,7 %, фінанси, страхування та нерухомість — 10,2 %, будівництво — 8,3 %.